# Anja Schneiderheinze
Anja Schneiderheinze, född den 8 april 1978 i Erfurt, Östtyskland, är en tysk bobåkare.
Hon tog OS-guld i damernas tvåmanna i samband med de olympiska bobtävlingarna 2006 i Turin.